# Alur (langue)
Pour les articles homonymes, voir Alur.
L'alur est une langue parlée par les Alurs, dans la Province orientale en République démocratique du Congo et en Ouganda.